# Tunnel of Love (мини-альбом)
Tunnel Of Love — четвёртый мини-альбом американской хип-хоп-группы Insane Clown Posse, выпущенный 11 июня 1996 года на лейбле Psychopasic. Это третье и последнее «Sideshow» из саги «Dark Carnival».

## Об альбоме
EP был выпущен на следующий день после истечения срока контракта с лейблом «Jive Records», на следующий день после релиза был подписан контракт с принадлежащим компании «Дисней» лейблом «Hollywood Records». Альбом содержит песни, тематикой которых является песни о любви в «Джаггало стиле». «XXX версия», содержащая бонус-трек и имеющая другую обложку, была выпущена в один день со стандартной версией.

## Список композиций
| # | Название           | Длительность | Автор              | Продюсер             |
| - | ------------------ | ------------ | ------------------ | -------------------- |
| 1 | «Intro»            | 1:20         | Insane Clown Posse | Mike E. Clark I.C.P. |
| 2 | «Cotton Candy»     | 4:35         | Insane Clown Posse | Mike E. Clark I.C.P. |
| 3 | «Super Balls»      | 5:31         | Insane Clown Posse | Mike E. Clark I.C.P. |
| 4 | «Ninja»            | 5:50         | Insane Clown Posse | Mike E. Clark I.C.P. |
| 5 | «Stomp»            | 2:48         | Insane Clown Posse | Mike E. Clark I.C.P. |
| 6 | «Prom Queen»       | 5:31         | Insane Clown Posse | Mike E. Clark I.C.P. |
| 7 | «My Kind of Bitch» | 4:45         | Insane Clown Posse | Mike E. Clark I.C.P. |
| 8 | «When I Get Out»   | 9:47         | Insane Clown Posse | Mike E. Clark I.C.P. |

## Бонус-трек
| # | Название                               | Время | Автор              | Продюсер             |
| - | -------------------------------------- | ----- | ------------------ | -------------------- |
| 9 | «Mental Warp»(XXX Version bonus track) | 4:29  | Insane Clown Posse | Mike E. Clark I.C.P. |

## Участники записи
- Violent J — вокал
- Shaggy 2 Dope — вокал, проигрыватель
- Legz Diamond — гостевой вокал
- Mike E Clark — проигрыватель, продюсер